# 拉登 (德國)
拉登（德語：Rahden，發音：[ˈʁaːdn̩] ⓘ）是德国北莱茵-威斯特法伦州代特莫尔德行政区明登-吕伯克县的城市，面积137.48平方千米，2023年12月31日人口为15,859人。

## 历史
拉登在1033年被首度提及，並在1816年—1831年間為拉登县（Kreis Rahden）县治。

## 地理
拉登大約座落在吕伯克以北15千米、明登西北25千米處，位于比勒费尔德與不來梅、奥斯纳布吕克與漢諾威之間。該城乃北莱茵-威斯特法伦州最北城鎮。

## 市长
2015年9月，贝尔特·洪泽尔（Bert Honsel；CDU）以61.1%的得票率当选市长。
| 任期          | 市长                                   | 政党 |
| ------------- | -------------------------------------- | ---- |
| 1973年—1985年 | 赖因霍尔德·施珀内曼 Reinhold Spönemann | CDU  |
| 1985年—1999年 | 威廉·默林 Wilhelm Möhring              | CDU  |
| 1999年—2015年 | 贝恩德·哈赫曼 Bernd Hachmann           | CDU  |
| 2015年—       | 贝尔特·洪泽尔 Bert Honsel              | CDU  |

## 友好城市
拉登与以下城市结为友好城市：
- 德国 哈弗尔河畔韦尔德（1990年）
- 匈牙利 高尔高海维兹（1995年）